# Robert A. Naef

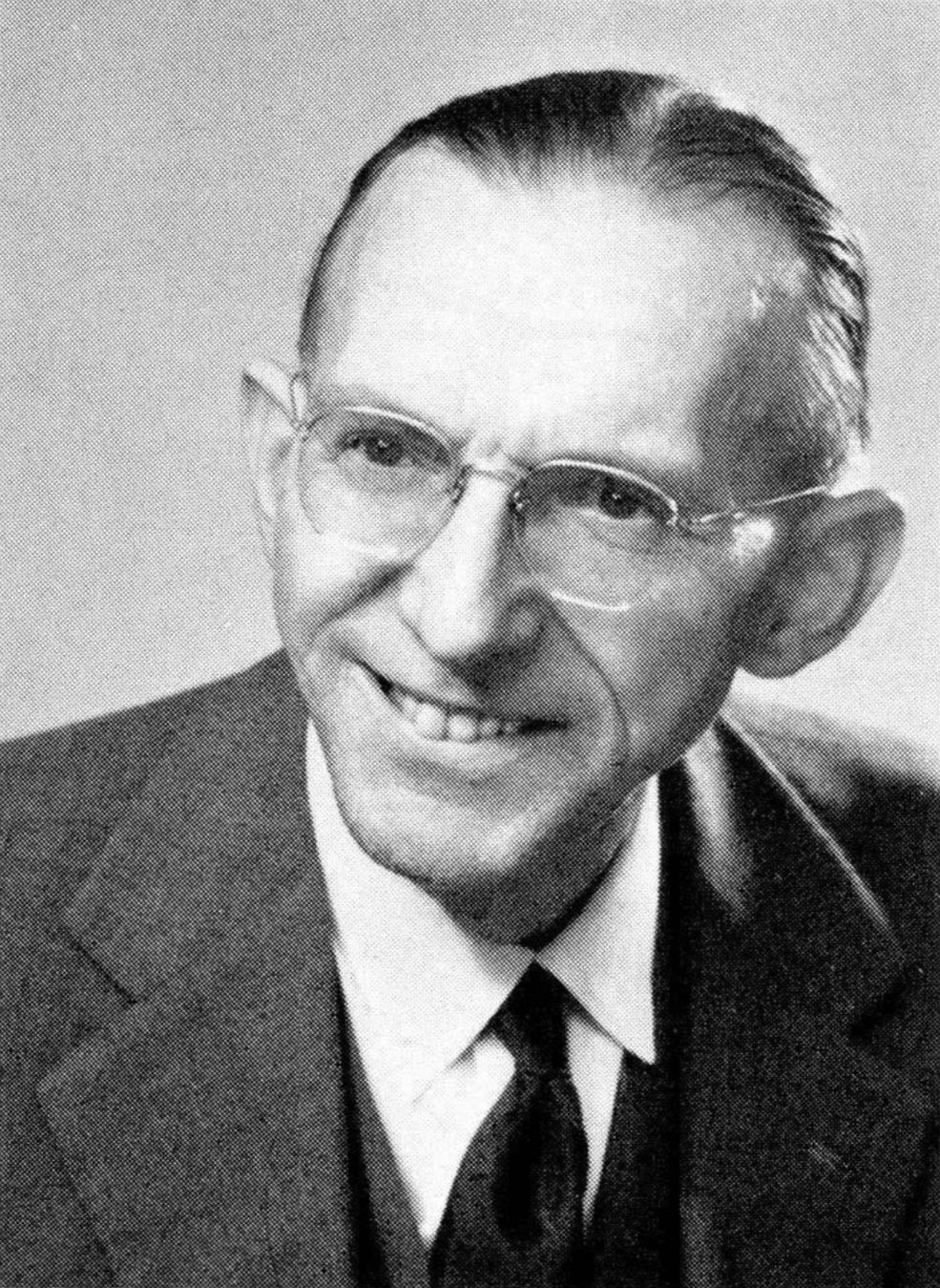
Robert Adolf Naef

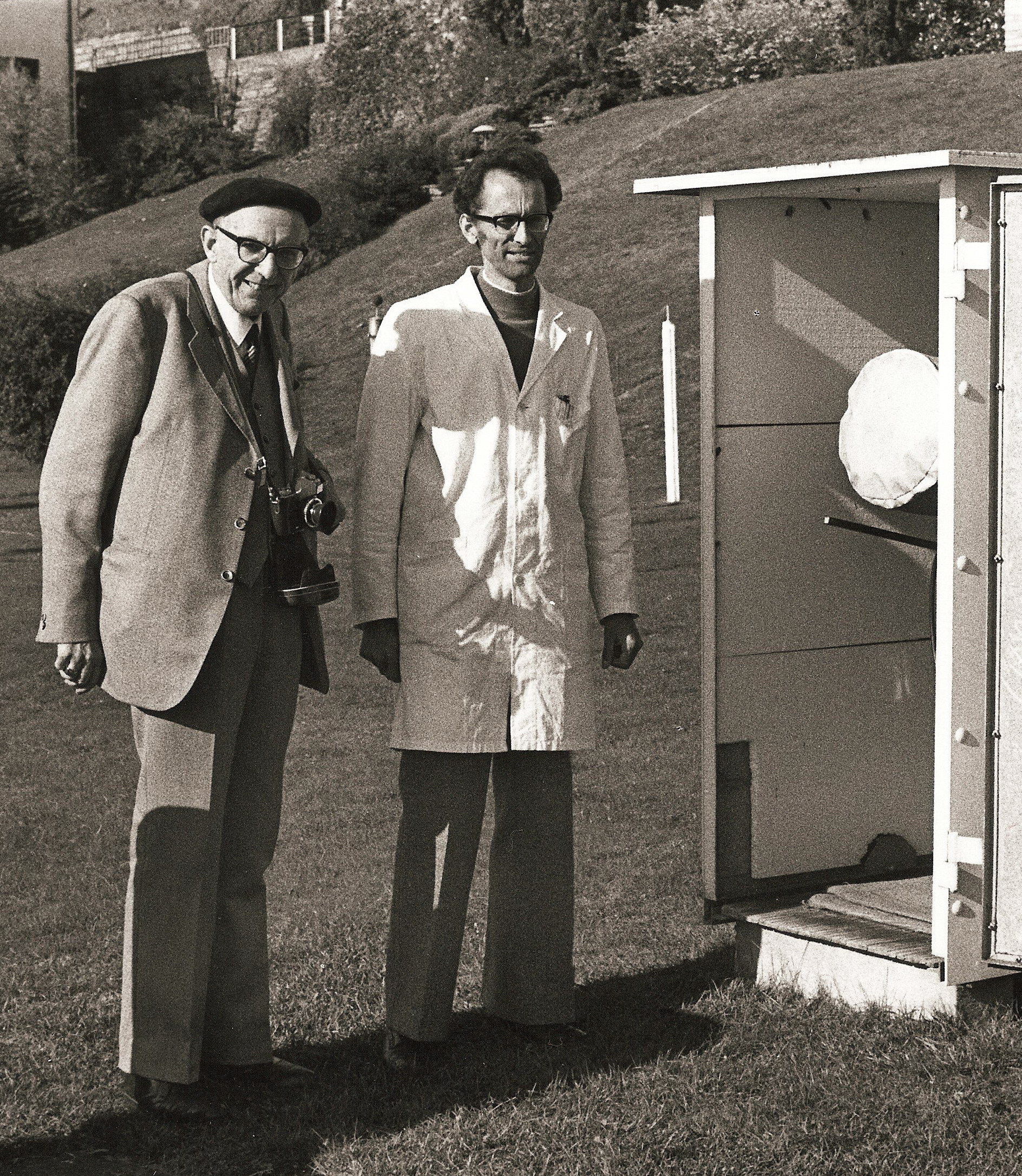
Robert A. Naef (links) und Sergio Cortesi während des Merkurtransits 1973 auf dem Gelände der Specola Solare, Locarno-Monti

Robert Adolf Naef (* 22. Juli 1907; † 13. März 1975) war ein Schweizer Bankbeamter, Amateurastronom und Volksbildner.
Er war Demonstrator an der Zürcher Urania-Sternwarte, Mitgründer der Schweizerischen Astronomischen Gesellschaft, Redakteur des Orion und Mitarbeiter der Neuen Zürcher Zeitung. Ab 1941 gab er den Sternenhimmel heraus, ein astronomisches Jahrbuch für anspruchsvolle Amateurastronomen. Dieses erwarb sich durch seinen praxisgerechten, mit guten Fachartikeln angereicherten Inhalt hohes Ansehen und wird noch heute kurz „der Naef“ genannt. Unter der Herausgeberschaft von Hans Roth erscheint es inzwischen (Ausgabe 2021) im 81. Jahrgang. Der Asteroid (1906) Naef ist nach Robert A. Naef benannt.